# 青眼の白龍
青眼の白龍（ブルーアイズ・ホワイト・ドラゴン）は、高橋和希の漫画である遊☆戯☆王およびその派生作品に登場するキャラクター。

## 概要
青眼の白龍は週刊少年ジャンプにおける漫画作品『遊戯王』、『週刊少年ジャンプ』1996年50号(11月12日号)、およびジャンプコミックス第2巻で初登場した。
同作の原作者である高橋和希は映画「ジョーズ」のファンであり、同映画に登場するサメが青眼の白龍のデザインに生かされたという。

### 原作『遊☆戯☆王』における青眼の白龍
遊闘9「牙を持つカード 前編」では作中にて所持者である武藤双六から「あまりに強力すぎてすぐに製造が中止された」極めて希少価値の高いカードである事が語られる。続く遊闘27「計画開始！！(プロジェクトスタート)」においても再登場するが、このエピソードでは海馬瀬人の口頭から世界中で4枚のみが確認され、うち1枚は作中で瀬人の手によって破り捨てられている。作中の描写において「青眼の白龍」カードの枚数設定は厳密に語られてはいないが、『キャラクターズガイド 真理の福音』においては海馬瀬人が世界に現存する3枚をすべて所持しているとされている。
当初は作中に登場するホビー商品「マジック&ウィザーズ」に存在するカードの1枚に過ぎなかったが、同ゲームが物語の展開によって古代エジプトで行われていた精霊の戦いを発祥とする設定が追加されると、作中の登場人物であるキサラが精神に宿した精霊「白き龍」がそのルーツであるとされた。
なお、原作における初出時の呼称は「青眼の白竜」であったが、後に「青眼の白龍」へと改変された。
攻撃名は「滅びの爆裂疾風弾」。

## 商品展開

### オフィシャルカードゲーム
コナミより1999年より展開されている遊☆戯☆王オフィシャルカードゲーム（以下、OCG）では、1999年3月18日(劇場版『遊戯王』発売限定版では3月6日)で初登場した。

### 立体商品
グッドスマイルカンパニーからは2011年9月にポリストーンスタチュー商品『アートワークシリーズ 青眼の白龍』が発売されている。

## データ
- 英語名：Blue-Eyes White Dragon[8]
- 分類：通常モンスター[8]
- レベル：8[8]
- 属性：光[8]
- 種族：ドラゴン族[8]
- 攻撃力：3000[8]
- 守備力：2500[8]

## 使用者
海馬瀬人
海馬のデッキの切り札で代名詞とも言えるカード。
武藤遊戯の祖父・武藤双六の店を訪れたことが、海馬と「青眼の白龍」の出会いのきっかけとなった（双六はアーサー・ホプキンスから友情の証として譲り受けた）。
海馬は双六に交換を持ちかけるも拒否され、偽物とすり替えることで入手したが、闇遊戯にデュエルで敗北し、取り返されてしまう。
その後、海馬は自らが社長を務める海馬コーポレーションの財力を活かしてマフィアを動かし、アメリカ・ドイツ・香港のコレクターから非常に荒っぽい方法（うち一人は自殺に追い込まれるほど）で3枚を入手する。双六の所有する青眼の白龍は、DEATH-T編で双六がデュエルに敗北したことで海馬により破られてしまう。なお、アニメ第1作では破られていない。
DEATH-T編以降も何度も海馬の頼るべき相棒として登場するが、海馬はたびたび青眼の白龍に強い執着を見せ、ペガサスの魔法カード「トゥーン・ワールド」でトゥーンに姿を変えられてしまったブルーアイズ・トゥーン・ドラゴンを惨めな姿と称している。「バトルシティ編」ではイシズとの対戦において、神のカードである「オベリスクの巨神兵」を生け贄にしてまで青眼の白龍を召喚した。また、映画「光のピラミッド」において、ペガサスから「青眼の光龍」を入手する際に3枚の「青眼の白龍」をアンティとして差し出し、命とも言えるカードと発言した。
アニメ「乃亜編」の回想にて、父・剛三郎の英才教育という名の虐待を受け満身創痍の兄を思い、幼い弟・モクバが渡した手描きの青眼の白龍のカードに心を打たれ、海馬がこれにふさわしい兄になる決意をするとともに青眼の白龍への執着が始まるというオリジナルエピソードがある（そのため、青眼の白龍は海馬とモクバの兄弟の絆の象徴でもある）。海馬とモクバは青眼の白龍を模したブルーアイズジェットという名のジェット機に乗る。
「KCグランプリ編」の舞台である海馬ランドUSAの園内のアトラクションや像はほとんどが青眼の白龍である。文庫版18巻で原作者である高橋和希書き下ろしの「世界海馬ランド計画」の園内図にも至る所に青眼の白龍の姿がある。
三千年前からの深い因縁があり、その正体は古代エジプトのファラオ・アテム（闇遊戯）に仕えていた千年杖使いの神官セトが助けた少女キサラが秘めていた精霊であった。この精霊の必殺技の名前は「滅びの威光」となっている。キサラは邪神ゾークの配下となったアクナディンの攻撃を受けて命を失い（アニメ版ではセトへの攻撃を身を挺して庇い）、その魂はセトを守る青眼の白龍へと変化した。闇（アクナディン＝ゾーク）に飲み込まれそうになったセトに「（心の）闇に捕われてはいけない」と訴えかけ、セトを闇から解放した。
正義の味方　カイバーマン
遊☆戯☆王デュエルモンスターズGXにおいて、十代達が学園の温泉から飛ばされた異世界で登場した精霊。
青眼の白龍3枚を所有し、更には青眼の究極竜も使用した。
パラドックス
10thアニバーサリー 劇場版 遊☆戯☆王 〜超融合!時空を越えた絆〜にて、パラドックスが奪い取ったものであり、Sin 青眼の白龍を特殊召喚する為にデッキから墓地へ送った。
ノア・ライルズ
2024年6月に行われたパリ五輪アメリカ代表選考会で青眼の白龍を出した。

## 関連カード

### アニメ登場カード
青眼の白竜3体連結
劇場版『遊☆戯☆王』に登場。「邪悪なる鎖」により三体の「青眼の白竜」を連結させることで呼び出される究極のモンスター。
青眼の究極竜
- 英語名：Blue-Eyes Ultimate Dragon[9]
- 分類：融合モンスター[9]
- レベル：12[9]
- 属性：光[9]
- 種族：ドラゴン族[9]
- 攻撃力：4500[9]
- 守備力：3800[9]
- 備考：「青眼の白龍」を3枚使用し、「融合」等のカードを介して融合召喚する。

青眼の白龍の融合した姿で外見は三つの首を持つ青眼の白龍。攻撃力は4500であり、神のカードであるオベリスクの巨神兵を上回る。
原作では3回攻撃ができるが、OCGでは効果を持たない融合モンスターとなっている。
攻撃名は「アルティメット・バースト」
白竜の聖騎士
- 英語名：Paladin of White Dragon[10]
- 分類：儀式/効果モンスター[10]
- レベル：4[10]
- 属性：光[10]
- 種族：ドラゴン族[10]
- 攻撃力：1900[10]
- 守備力：1200[10]
- 備考：儀式魔法カード「白竜降臨」を使用し、自分のフィールド上か手札からレベルが4以上になるようカードを生け贄に捧げて特殊召喚する[10]。

裏側守備表示のモンスターを攻撃した場合、ダメージ計算を行わず裏側守備表示のままそのモンスターを破壊する。また、自身を生け贄に捧げる事で手札かデッキから『青眼の白龍』を1体特殊召喚する事ができる（この効果で特殊召喚された『青眼の白龍』はこのターン攻撃宣言できない）。青眼を特殊召喚した後に「滅びの爆裂疾風弾」を使用すればデメリットは軽減できる。
攻撃名は「ダークアウト・セイグリット・スピアー」
青眼の光龍
- 英語名：Blue-Eyes Shining Dragon[11]
- 分類：特殊召喚/効果モンスター[11]
- レベル：10[11]
- 属性：光[11]
- 種族：ドラゴン族[11]
- 攻撃力：3000[11]
- 守備力：2500[11]
- 備考：「青眼の究極竜」を生け贄に捧げた場合でのみ特殊召喚できる[11]ため、正規の召喚方法で召喚されても蘇生や帰還は不可（劇場版では正規の召喚方法で召喚されれば蘇生できた）。

青眼の白龍の進化した姿。機械化した翼竜のような姿になっており、腕が無い。
自分の墓地のドラゴン族モンスター1体につき攻撃力が300ポイントアップする。また、自身を対象とする魔法・罠・モンスター効果を無効にし破壊することができる。
劇場版では、自身を生け贄に捧げることでフィールド上のカード1枚を破壊する効果も持っていた。
ステータスは青眼の究極竜よりもステータスが低く、召喚条件の厳しさ故に専用デッキでも出番は少ない。
攻撃名は「シャイニングバースト」、フィールド上のカードを破壊する効果名は「シャイニングノヴァ」。
正義の味方 カイバーマン
- 英語名：Kaibaman[12]
- 分類：効果モンスター[12]
- レベル：3[12]
- 属性：光[12]
- 種族：戦士族[12]
- 攻撃力：200[12]
- 守備力：700[12]

自身を生け贄に捧げる事で、手札から『青眼の白龍』1体を特殊召喚出来る。
モデルは海馬。GXでは精霊（デュエリスト）として登場している。
ブルーアイズ・トゥーン・ドラゴン
- 英語名：Blue-Eyes Toon Dragon[13]
- 分類：特殊召喚/トゥーン/効果モンスター[13]
- レベル：8[13]
- 属性：光[13]
- 種族：ドラゴン族[13]
- 攻撃力：3000[13]
- 守備力：2500[13]
- 備考：通常召喚できず、「トゥーン・ワールド」が存在する時のみ特殊召喚できる（レベル5以上は生け贄が必要なので、このモンスターは2体の生け贄が必要）[13]。

攻撃宣言のためには500ライフポイントを支払う必要がある。
相手がトゥーンをコントロールしていなければ相手に直接攻撃でき、相手がトゥーンを使用している時はトゥーンを攻撃対象にしなければならない。「トゥーン・ワールド」が破壊された時、自身が破壊される。
召喚に生け贄が必要なことなどからトゥーンデッキでも出番は少なめ。なお、「トゥーン・ワールド」を破壊以外の方法でフィールドから離せばこのカード（に限らずトゥーンモンスター）はフィールドに残る事ができる。
Sin青眼の白龍
- 英語名：Malefic Blue-Eyes White Dragon[14]
- 分類：特殊召喚/効果モンスター[14]
- レベル：8[14]
- 属性：闇[14]
- 種族：ドラゴン族[14]
- 攻撃力：3000[14]
- 守備力：2500[14]

通常召喚できず、デッキから「青眼の白龍」をゲームから除外して特殊召喚する。「Sin」と名のつくモンスターは場に1体しか存在できない、このモンスター以外の自分のモンスターは攻撃できない、フィールド魔法が存在しない場合にこのカードを破壊する、と言う3つのデメリットを持っている。週刊少年ジャンプ2010年2号の付録カードとして登場。その後絶版となるが、遊戯王〜超融合！時空を越えた絆〜 MOVIE PACKにて再版された。
青眼の亜白龍
- 英語名：Blue-Eyes Alternative White Dragon[15]
- 分類：特殊召喚/効果モンスター[15]
- レベル：8[15]
- 属性：光[15]
- 種族：ドラゴン族[15]
- 攻撃力：3000[15]
- 守備力：2500[15]
- 備考：通常召喚はできず、1ターンに1度だけ、手札に存在する「青眼の白龍」1枚を見せた場合に特殊召喚できる[15]。

劇場版『THE DARKSIDE OF DIMENTIONS』に登場。1ターンに1度、攻撃を放棄する代わりに相手モンスター1体を破壊できる。
攻撃名は「滅びのバーン・ストリーム」
真青眼の究極竜
- 英語名：Neo Blue-Eyes Ultimate Dragon[16]
- 分類：融合/効果モンスター[16]
- レベル：12[16]
- 属性：光[16]
- 種族：ドラゴン族[16]
- 攻撃力：4500[16]
- 守備力：3800[16]
- 備考：「青眼の白龍」を3枚使用し、「融合」等のカードを介して融合召喚する[16]。

劇場版『THE DARKSIDE OF DIMENTIONS』に登場。自分フィールド上の表側表示のカードがこのカードのみの場合、1ターンに2度まで、エクストラデッキから「ブルーアイズ」融合モンスターを墓地に送ることでもう1度攻撃できる効果と、墓地に存在する「真青眼の究極竜」を除外することで、ブルーアイズモンスターを対象とする効果を無効にして破壊する効果を持つ。原作の3回攻撃が可能な能力と2回までの破壊耐性を擬似的に再現したモンスター。
青眼の究極竜と異なり、前足がなくなりワイバーンのようなデザインになっている。
攻撃名は「ハイパー・アルティメット・バースト」。
ブルーアイズ・カオス・MAX・ドラゴン
- 英語名：Blue-Eyes Chaos MAX Dragon[17]
- 分類：儀式/効果モンスター[17]
- レベル：8[17]
- 属性：闇[17]
- 種族：ドラゴン族[17]
- 攻撃力：4000[17]
- 守備力：0[17]
- 備考：儀式魔法「カオス・フォーム」によって降臨する[17]。儀式召喚以外では特殊召喚できない[17]。

劇場版『THE DARKSIDE OF DIMENTIONS』に登場。相手のカードの効果では破壊されず、相手のカードの効果の対称にならない効果と、守備表示モンスターを攻撃した場合、その守備力を攻撃力が超えていれば、その数値の倍の数値のダメージを相手ライフに与える効果を持つ。
攻撃名が「混沌のマキシマム・バースト」。攻撃はブレス及び全身のクリスタルからのレーザー攻撃となっているが、これは劇場版パンフレットによると、ブレス攻撃を行うドラゴンのモンスターが多かったため差別化したとのこと。
ディープアイズ・ホワイト・ドラゴン
- 英語名：Deep-Eyes White Dragon[18]
- 分類：効果モンスター[18]
- レベル：10[18]
- 属性：光[18]
- 種族：ドラゴン族[18]
- 攻撃力：0[18]
- 守備力：0[18]
- 備考：通常の召喚以外に、自分のブルーアイズモンスターが戦闘・相手の発動した効果によって破壊された時に手札から特殊召喚できる[18]。

劇場版『THE DARKSIDE OF DIMENTIONS』に登場。自身の効果で特殊召喚された時に自分の墓地に存在するドラゴン族モンスターの種類×600ポイントのダメージを与える効果、特殊召喚時に自分の墓地に存在するドラゴン族モンスター1体を選択して、そのモンスターと同じ攻撃力になる効果、効果で破壊された場合に相手フィールド上のモンスターを全て破壊する効果を持つ。
低ステータスのため、様々なサポートカードを駆使することによって、このカードと墓地の高攻撃力のドラゴン族モンスターを組み合わせることで莫大な攻撃力を得ることもできる。
デザインは高橋和希。カオス・MAXとの差別化によって女性的なデザインをしており、背部に輪をつけて格式の高いデザインにしたという。
攻撃名は明かされていないが、背中のリングからビームを発射している。

### OCGオリジナルカード
伝説の白石
- 英語名：The White Stone of Legend[19]
- 分類：チューナー/効果モンスター[19]
- レベル：1[19]
- 属性：光[19]
- 種族：ドラゴン族[19]
- 攻撃力：300[19]
- 守備力：250[19]

自身が墓地に送られた時、デッキから「青眼の白龍」1体を手札に加える。強制効果のため、デッキに「青眼の白龍」が無い場合はデッキを公開しなければならない。
外見は白く輝く石で岩石族を思わせているが、ドラゴン族である。また、攻撃力と守備力は青眼の白龍の1/10の数値となっている。
青き眼の乙女
- Maiden with Eyes of Blue[21]
- 分類：チューナー / 効果モンスター[21]
- レベル：1[21]
- 属性：光[21]
- 種族：魔法使い族[21]
- 攻撃力：0[21]
- 守備力：0[21]

効果は『このカードが攻撃対象に選択された時に発動できる。その攻撃を無効にし、このカードの表示形式を変更する。その後、自分の手札・デッキ・墓地から「青眼の白龍」1体を選んで特殊召喚できる。』、『表側表示で存在するこのカードがカードの効果の対象になった時に発動し、自分の手札・デッキ・墓地から「青眼の白龍」1体を選んで特殊召喚する。』という2つの効果をもち、カイバーマン、伝説の白石と異なりほぼノーコストで『青眼の白龍』1体を特殊召喚出来る。
モデルはキサラ。初登場した「ストラクチャーデッキ-青眼龍轟臨-」のCMではこのカードのイラストの次に青眼の白龍が特殊召喚されるという。というモンスター効果をイメージした演出を行っている。
蒼眼の銀龍
- 英語名：Azure-Eyes Silver Dragon[22]
- 分類：シンクロ / 効果モンスター[22]
- レベル：9[22]
- 属性：光[22]
- 種族：ドラゴン族[22]
- 攻撃力：2500[22]
- 守備力：3000[22]

「ストラクチャーデッキ-青眼龍轟臨-」が初出。チューナー+チューナー以外の通常モンスター1体以上の条件でシンクロ召喚が可能になるシンクロモンスター。
このカードの特殊召喚時に表側表示で存在するドラゴン族モンスターがターン終了時まで効果破壊されず、効果の対象にならなくなる効果、1ターンに1度、自分のスタンバイフェイズ時に通常モンスター1体を墓地から特殊召喚する効果を持つ。
攻撃力・守備力は青眼の白龍と正反対になっている。
青き眼の巫女
- 英語名：Priestess with Eyes of Blue[23]
- 分類：チューナー / 効果モンスター[23]
- レベル：1[23]
- 属性：光[23]
- 種族：魔法使い族[23]
- 攻撃力：0[23]
- 守備力：0[23]

表側表示のこのカードが効果対称になった時、フィールド上の効果モンスター1体を墓地に送り、デッキから「ブルーアイズ」モンスターを2体まで（同名モンスターは1枚だけ）手札に加える効果と、このカードが墓地に存在する場合、自分フィールド上に存在する「ブルーアイズ」モンスターをデッキに戻してこのカードを墓地から特殊召喚する効果を持ち、1ターンに1度、どちらか1つの効果を使用できる。
青眼の精霊龍
- 英語名：Blue-Eyes Spirit Dragon[24]
- 分類：シンクロ / 効果モンスター[24]
- レベル：9[24]
- 属性：光[24]
- 種族：ドラゴン族[24]
- 攻撃力：2500[24]
- 守備力：3000[24]

チューナー+チューナー以外の「ブルーアイズ」モンスター1体以上で特殊召喚できるシンクロモンスター。
お互いに2体以上のモンスターを同時に特殊召喚できなくなる永続効果、墓地のカードの効果が発動した時1度だけ無効にできる効果、シンクロ召喚されたこのカードをリリースすることでエクストラデッキから光属性・ドラゴン族のシンクロモンスターと特殊召喚し、この効果で特殊召喚されたモンスターをターン終了時に破壊する効果を持つ。特殊召喚効果は相手ターンでも発動できるため、効果対象になった際にチェーンすることも可能。
特殊召喚時にターン終了時まで破壊されなくなる効果を持つ蒼眼の銀龍とのコンボをベースとした効果になっているが、他の光属性・ドラゴン族モンスターを特殊召喚することも可能。
攻撃力・守備力は青眼の白龍と正反対になっている。
白き霊龍
- Dragon Spirit of White[25]
- 分類：効果モンスター[25]
- レベル：8[25]
- 属性：光[25]
- 種族：ドラゴン族[25]
- 攻撃力：2500[25]
- 守備力：2000[25]

青眼の白龍の亜種。「ブルーアイズ」モンスターとして扱う効果、手札・墓地にある限り通常モンスターとして扱う効果、召喚・特殊召喚時に相手フィールドの魔法・罠カード1枚をゲームから除外する効果、自身をリリースすることで手札から「青眼の白龍」1体を特殊召喚する効果を持つ。
青き眼の賢士
- 英語名：Sage with Eyes of Blue[26]
- 分類：チューナー / 効果モンスター[26]
- レベル：1[26]
- 属性：光[26]
- 種族：魔法使い族[26]
- 攻撃力：0[26]
- 守備力：1500[26]

召喚時に「青き眼の賢士」以外の光属性・レベル1のチューナーを手札に加える効果と、1ターンに1度だけ自身を手札から捨てて自分フィールド上の効果モンスター1体を墓地へ送ることで、デッキから「ブルーアイズ」モンスターを特殊召喚する効果を持つ。
青き眼の護人
- 英語名：Protector with Eyes of Blue[27]
- 分類：チューナー / 効果モンスター[27]
- レベル：1[27]
- 属性：光[27]
- 種族：魔法使い族[27]
- 攻撃力：800[27]
- 守備力：1300[27]

召喚時に手札から光属性・レベル1のチューナー1体を特殊召喚する効果と、1ターンに1度だけ自分フィールド上の効果モンスター1体を墓地に送り手札から「ブルーアイズ」モンスターを特殊召喚する効果を持つ。
青き眼の祭司
- 英語名：Master with Eyes of Blue[28]
- 分類：チューナー / 効果モンスター[28]
- レベル：1[28]
- 属性：光[28]
- 種族：魔法使い族[27]
- 攻撃力：300[28]
- 守備力：1200[28]

召喚時に墓地の光属性・レベル1のチューナー1体を手札に加える効果と、1ターンに1度、墓地のこのカードをデッキに戻し、自分フィールド上の効果モンスター1体を墓地に送ることで、墓地に送ったモンスター以外の「ブルーアイズ」モンスター1体を特殊召喚できる。
太古の白石
- 英語名：The White Stone of Ancients[29]
- 分類：チューナー / 効果モンスター[29]
- レベル：1[29]
- 属性：光[29]
- 種族：ドラゴン族[29]
- 攻撃力：600[29]
- 守備力：500[29]

墓地に送られたターンのエンドフェイズ時にデッキから「ブルーアイズ」モンスター1体を特殊召喚する効果、同名カードを含めて1ターンに1度、自身を墓地から除外することで「ブルーアイズ」モンスター1体を墓地から手札に加える効果を持つ。
攻撃力・守備力は青眼の白龍の1/5になっている。
クロニクル・マジシャン
- 英語名：Chronicle Magician[30]
- 分類：効果モンスター[30]
- レベル：7[30]
- 属性：闇[30]
- 種族：魔法使い族[30]
- 攻撃力：2500[30]
- 守備力：2500[30]

同名カードを含めて1ターンに1度、：自分フィールドに元々の攻撃力または元々の守備力が2500のモンスターが召喚・特殊召喚された場合、手札から守備表示で特殊召喚可能。また、特殊召喚に成功すれば、自場の「ブラック・マジシャン」または「青眼の白龍」1体の攻守をターン終了時まで2500アップできる。
クロニクル・ソーサレス
- 英語名：不明[31]
- 分類：効果モンスター[31]
- レベル：4[31]
- 属性：闇[31]
- 種族：魔法使い族[31]
- 攻撃力：1250[31]
- 守備力：1250[31]

同名カードを含めて1ターンに1度、自分の墓地のモンスターの属性によって以下の効果から1つを選択して効果を発動することができる。光であれば同名カードを除く、「青眼の白龍」1体またはそのカード名が記されたカード1枚をデッキから墓地へ送る。闇であれば同名カードを除く、「ブラック・マジシャン」1体またはそのカード名が記されたカード1枚をデッキから墓地へ送る。

### 魔法カード
邪悪なる鎖
- 分類：魔法カード

モンスターを三体まで連結させ、邪悪なるパワーによって攻撃力を上げる。
作中では同名カードを召喚し連結させる効果があり、これによって3枚の青眼の白龍を連結させた。
このカードはOCGではなくバンダイより配布されたカードである。
白竜降臨
- 英語名：White Dragon Ritual[32]
- 分類：儀式魔法カード[32]

「白竜の聖騎士」を降臨する儀式魔法カード。フィールド上か手札からレベルが4以上になるように生け贄を揃える必要がある。
滅びの爆裂疾風弾
- 英語名：Burst Stream of Destruction[33]
- 分類：通常魔法カード[33]

青眼の白龍がフィールド上に存在する時にのみ使用できるカードで、青眼の必殺技をカード化したもの。
効果は「相手フィールド上のモンスターを全て破壊する」「このカードを使用したターン『青眼の白龍』は攻撃できない」と言う物。
白竜の聖騎士の効果で特殊召喚してから使用する事でデメリットを軽減できる。
光の霊堂
- 英語名：Mausoleum of White[34]
- 分類：フィールド魔法カード[34]

通常の召喚に加えて光属性・レベル1チューナーを追加で召喚できる効果と、自分フィールド上の表側表示モンスター1体を対象とし、デッキから通常モンスター1体を墓地に送り、対象となったモンスターの攻撃力を墓地に送ったモンスターのレベル×100ポイントアップする効果、墓地からこのカードを除外してデッキから「滅びの爆裂疾風弾」を手札に加える効果を持つ。